# P Cygni
P Cygni, eller 34 Cygni, som är stjärnans Flamsteed-beteckning, är en variabel stjärna belägen i den mellersta delen av stjärnbilden Svanen. Den har en skenbar magnitud på 4,82 och är svagt synlig för blotta ögat där ljusföroreningar ej förekommer. Baserat på parallaxförskjutning på ca 0,32 mas, beräknas den befinna sig på ett avstånd på ca 5 000 till 6 000 ljusår (ca 1 500 – 1 800 parsek) från solen. Stjärnan tilldelades ursprungligen beteckningen "P" av Johann Bayer i Uranometria som en nova.

## Egenskaper
P Cygni är en lysande blå variabel (LBV) superjättestjärna av spektralklass B1 Ia+ och är en av de mest ljusstarka stjärnorna i Vintergatan. Den har en massa som är ca 30 gånger större än solens massa, en radie som är ca 75 gånger större än solens och utsänder från dess fotosfär ca 610 000  gånger mera energi än solen vid en effektiv temperatur på ca 18 700 K.
P Cygni har kallats en "permanent nova" på grund av spektrala likheter och det uppenbara utflödet av material, och behandlades en gång som en utbrottsvariabel, men dess beteende anses inte längre omfatta de processer som är förknippade med sanna novor.

## Synlighet
P Cygni var okänd fram till slutet av 1500-talet, när den plötsligt ökade till 3:e magnituden. Den observerades första gången 18 augusti (Gregorisk kalender) 1600 av Willem Janszoon Blaeu, en holländsk astronom och matematiker. Bayers atlas av 1603 tilldelade den övrigetiketten P och benämningen har gällt sedan dess. Efter sex år bleknade stjärnan långsamt och sjönk under den visuella nivån år 1626. Det ljusnade igen 1655, men hade bleknat 1662. Ett annat utbrott ägde rum 1665 och följdes av många fluktuationer. Sedan 1715 har P Cygni varit en stjärna av 5:e magnituden, med endast mindre variationer i ljusstyrka. Idag har den en magnitud på 4,8, oregelbundet variabel med några hundradelar av en magnitud inom en period i dygnskala. Den visuella ljusstyrkan ökar med ca 0,15 magnitud per sekel, hänförlig till en långsam temperaturminskning vid konstant ljusstyrka.

## P Cygni-profil

P Cygnis karakteristiska och eponyma linjeprofil för H-a.

P Cygni ger sitt namn till en typ av spektroskopisk egenskap som kallas en P Cygni-profil, där förekomsten av både absorption och emission i samma spektrallinje i profilen anger förekomsten av ett gasformigt yttre skikt som expanderar från stjärnan. Utsläppslinjen härrör från en tät stjärnvind nära stjärnan, medan den blåförskjutna absorptionsloben skapas där strålningen passerar genom det omgivande materialet, som snabbt expanderar i observatörens riktning. Dessa profiler är användbara vid studier av stjärnvindar i många typer av stjärnor. De är ofta nämnda som en indikation på en ljusblå variabel, även om de också förekommer i andra typer av stjärnor. 

## Följeslagare
Det har föreslagits att P Cygnis utbrott kan orsakas av massöverföring till en hypotetisk följeslagare av spektraltyp B, som skulle ha en massa som är mellan 3 och 6 gånger solens massa och skulle kretsa kring P Cygni med en period på sju år och i en hög excentricitet. Infall av materia i sekundärstjärnan skulle ge frisläppande av gravitationsenergi, varav en del skulle orsaka en ökning av systemets ljusstyrka.